# Jürgen Weidlandt
Jürgen Weidlandt (* 6. September 1940 in Hamburg; † 16. August 1999) war ein deutscher Fußballspieler, der von 1961 bis 1972 bei den Vereinen SC Concordia Hamburg, FC St. Pauli und Karlsruher SC in der Oberliga Nord (60/3), der Regionalliga Nord (92/7), der Bundesliga (59/3) und der Regionalliga Süd (136/7) aktiv war. Zusätzlich hat der kopfballstarke Abwehrspieler in vier Aufstiegsrunden (1966, 1969, 1970, 1971) zur Fußball-Bundesliga noch für St. Pauli und Karlsruher SC insgesamt 28 Spiele bestritten.

## Laufbahn

### Im Norden, bis 1966
In der Jugend von Vineta Hamburg großgeworden, hatte das junge Defensivtalent Jürgen Weidlandt beim Traditionsverein Union 03 Altona durch die Rundenspiele am Kreuzweg-Platz in der Amateurliga Hamburg erstmals Kontakt mit dem höherklassigen Fußball. Nach der Saison 1960/61 – Union 03 hatte mit dem jungen Abwehrchef den zwölften Rang belegt – bekam der kopfballstarke 20-jährige Mittelläufer ein Vertragsangebot von Concordia Hamburg aus der Fußball-Oberliga Nord. Über die damaligen finanziellen Dimensionen bei den „kleinen“ Vereinen der Oberliga Nord berichtete der in seiner Hamburger Zeit als Versicherungskaufmann arbeitende Weidlandt im Buch von Ulrich Homann : 

„Bei Concordia Hamburg in der Oberliga Nord gab es 80 DM Monatsgehalt und 50 DM Siegprämie.“

Er debütierte am ersten Spieltag der Runde 1961/62 beim Heimspiel gegen den VfV Hildesheim in der Oberliga. Trainer Günter Woitas hatte die Läuferreihe mit Bela Bodnar, Weidlandt und Rainer Vormelker besetzt gehabt, das Spiel wurde von „Cordi“ mit 1:3 Toren verloren. Der Neuzugang von Union 03 absolvierte alle 30 Rundenspiele und Concordia kam auf dem 12. Platz ein. Für den jungen Stopper ragten dabei die sportlichen Duelle gegen den damals überragenden deutschen Mittelstürmer Uwe Seeler in den zwei Partien gegen den Hamburger SV heraus. Am vierten Spieltag gewann der Serienmeister der Nordoberliga das Heimspiel mit 4:3 und am 19. Spieltag im Stadion Marienthal an der Oktaviostraße mit 4:0 Toren. In beiden Spielen glückte dem Rekordschützen des Nordens jeweils nur ein Treffer. Auch in der zweiten Saison bei den Schwarz-Roten in Wandsbek, 1962/63, versäumte Weidlandt keines der 30 Oberligaspiele. Im Jahr der Einführung der Bundesliga als höchste Spielklasse ging Weidlandt mit „Cordi“ 1963/64 in das erste Jahr der als zweite Spielstufe eingeführten Fußball-Regionalliga Nord. Er erlebte einen völlig missratenen Start mit 0:16 Punkten. Ausgerechnet beim späteren Meister St. Pauli gelang Concordia am 12. Oktober 1963 durch einen 2:1-Erfolg der erste Punktgewinn dieser Runde. Weidlandt zeichnete sich dabei gegen das torgefährliche Innentrio der Millerntorelf mit Rolf Bergeest, Horst Haecks und Peter Osterhoff als herausragender Defensivakteur aus. Er absolvierte 33 Regionalligaspiele und erzielte dabei noch fünf Tore, Concordia belegte den 16. Rang und entging dem Abstieg nur durch das bessere Torverhältnis gegenüber dem VfL Oldenburg. Da Meister St. Pauli nachdrücklich an der Verpflichtung des Stoppers interessiert war, unterschrieb er zur Runde 1964/65 einen besser dotierten Vertrag – das Grundgehalt betrug am Millerntor 320 Mark – mit sportlich besserer Aussicht, beim FC St. Pauli.
Die ersten beiden Spiele bei St. Pauli brachten unter Trainer Otto Coors zwei Unentschieden mit 0:0 im Heimspiel gegen Bremerhaven 93 und an der Bremer Brücke durch ein 1:1 gegen den VfL Osnabrück zustande. Bei den Lila-Weißen in Osnabrück hatte der neue St. Pauli-Abwehrchef sich sogleich in den Duellen gegen den Kopfballspezialisten Günter Pröpper zu bewähren. Am Rundenende 1964/65 belegte St. Pauli den zweiten Platz hinter Meister Kiel, das mit zehn Punkten Vorsprung souverän das Titelrennen für sich entschieden hatte, obwohl die Weidlandt-Mannschaft in den beiden Schlagerspielen gegen die „Störche“ 3:1 Punkte geholt hatte. Der torgefährliche Kieler Innensturm mit Franz-Josef Hönig, Gerd Koll und Gerd Saborowski biss sich dabei an der St. Pauli-Defensive die Zähne aus. Der Nordvize hatte zwei Qualifikationsspiele zur Teilnahme an der Bundesligaaufstiegsrunde gegen den Südvizemeister SSV Reutlingen zu bestreiten. Im Heimspiel reichte es am 16. Mai 1965 zu einem knappen 1:0-Erfolg. Im Rückspiel erzwang die Mannschaft vom Stadion an der Kreuzeiche in der Verlängerung mit einem 4:1-Erfolg die Entscheidung für sich und entwickelte sich in der Aufstiegsrunde zum härtesten Rivalen für den Bundesligaaufsteiger Borussia Mönchengladbach. In der zweiten Saison von Weidlandt am Millerntor, 1965/66, war Trainer Kurt Krause für die sportlichen Belange zuständig. Die Runde stand unter dem Dreikampf an der Tabellenspitze zwischen St. Pauli, dem Vorjahresmeister Holstein Kiel und Göttingen 05. Mit der Sicherheit ausstrahlenden Läuferreihe Werner Pokropp – Jürgen Weidlandt – Ingo Porges und den zwei Torjägern Siegfried Bronnert und Horst Haecks entschied St. Pauli die Meisterschaft knapp für sich und zog in die Bundesliga-Aufstiegsrunde 1966 ein.
Weidlandt gewann – jeweils mit 1:0 gegen RWE mit deren Angreifern Heinz-Dieter Hasebrink, Willi Lippens, Herbert Weinberg – mit seinen Mannschaftskollegen zwar beide Spiele in der Aufstiegsrunde gegen die Mannschaft von der Hafenstraße, aber Rot-Weiss Essen setzte sich punktgleich mit 8:4 Zählern durch das bessere Torverhältnis gegen St. Pauli durch und entschied das Rennen um den Einzug in die Bundesliga für sich. In allen sechs Gruppenspielen hatte Weidlandt überzeugend die Mittelläuferposition im damaligen WM-System bekleidet und dadurch auch das Interesse von Bundesligisten geweckt. Er entschied sich für die Offerte des Karlsruher SC und wechselte zur Runde 1966/67 nach Süddeutschland. Von 1964 bis 1966 hatte er für St. Pauli 59 Regionalligaspiele absolviert und zwei Tore erzielt.

### Karlsruhe, 1966 bis 1972
Mit Ehefrau Helga und Sohn Achim – der zweite Weidlandt-Sohn Michael kam 1968 in der Fächerstadt zur Welt – zog Jürgen Weidlandt im Sommer 1966 nach Baden, zum Bundesligisten Karlsruher SC. Der Süddeutsche Meister der Oberligajahre 1956, 1958 und 1960 hatte in den ersten drei Runden der neuen Fußball-Bundesliga, 1963/64 bis 1965/66, noch nicht die Anpassung an die deutlich bessere und vor allem ausgeglichenere Gegnerschaft vollzogen und hatte drei Runden in Folge gegen den Abstieg gekämpft. Die Umstellung betraf aber auf keinen Fall nur den Spielerkader, auch im Trainerbereich und im Präsidium war man in Karlsruhe in dieser Dekade noch nicht in der Bundesliga angekommen, hatte man noch nicht die nötige Fahrt aufgenommen, um den neuen Herausforderungen gerecht zu werden. Zur vierten Bundesliga-Runde, 1966/67, erhoffte man sich sportlichen Zugewinn durch die Neuzugänge Lars Granström, Christian Müller, Dragoslav Šekularac, Friedhelm Strzelczyk und Jürgen Weidlandt. Die sportliche Leitung hatte der ehemalige Oberligaspieler Werner Roth inne. Qualifikation im Trainersektor der ersten Ligen hatte er nicht vorzuweisen.
Der Neuzugang aus St. Pauli debütierte sofort am ersten Spieltag in der Bundesliga. Das Auswärtsspiel beim 1. FC Kaiserslautern ging mit 1:3 Toren verloren. Zusammen mit Walter Rauh hatte Weidlandt dabei die Defensivzentrale gebildet. Da der KSC ab dem vierten Spieltag schon wieder das Schlusslicht der Tabelle bildete, verwunderte es nicht, dass Werner Roth bereits nach dem elften Spieltag entlassen wurde. Die Blau-Weißen vom Wildparkstadion standen mit 6:16 Punkten auf dem 16. Rang. Irritationen mit dem fußballerisch exzellenten, aber in der sportlichen Lebensführung mit Defiziten behafteten Balkanballkünstler Šekularac, das völlige Scheitern des als Spielmacher verpflichteten Schweden Granström, die nicht geglückte Integration des Flügeltalentes Strzelczyk und das durch Verletzungsfolgen zu frühe Laufbahnende von Horst Saida, waren Gründe des sportlichen Misserfolges in Karlsruhe. Zum 2. November 1966 nahm der Straßburger Fußballpädagoge Paul Frantz seine Trainerarbeit im Wildpark auf. In der Rückrunde – Weidlandt fehlte hier nur in einem Spiel – kam er mit seiner Mannschaft auf das positive Punkteverhältnis von 18:16 Zählern und führte damit den KSC nach 34 Spielen auf den 13. Tabellenplatz. Weidlandt und Kollegen beendeten die Runde am 3. Juni 1967 mit einem 3:1-Auswärtserfolg beim FC Schalke 04. In der Rückrundentabelle platzierte sich die Frantz-Truppe auf dem zehnten Rang. Eugen Ehmann, Josef Marx, Jürgen Weidlandt und Helmut Kafka bildeten die Stammverteidigung vor Torhüter Siegfried Kessler. Insgesamt kam Weidlandt auf 29 Einsätze und erzielte noch zwei Tore. Im Sturm sorgte der Torjäger aus Köln, Christian Müller, mit seinen 17 Treffern dafür, dass die intensive komplexe Arbeit – Defensive und Offensive – der Mittelfeldspieler Arthur Dobat, Willi Dürrschnabel, Horst Wild und Klaus Zaczyk auch zum Erfolg führen konnte. Herausragend waren die Heimerfolge gegen Borussia Dortmund (3.), den TSV 1860 München (2.) und den neuen Deutschen Meister, Eintracht Braunschweig.
Personell erlebte Weidlandt in seiner zweiten Bundesligasaison beim KSC, 1967/68, die Abgänge von Walter Rauh und Horst Wild. Šekularac hatte schon in der zurückliegenden Winterpause Karlsruhe verlassen. Der kopfballstarke und offensivfreudige linke Außenverteidiger Helmut Kafka verletzte sich im Lauf der Runde und konnte nur 16 Spiele absolvieren. Bei den Neuzugängen wurden die größten Hoffnungen auf den Mittelfeldtechniker Günter Herrmann und den französischen Nationallinksaußen Gérard Hausser gesetzt. Das junge Torhütertalent Jürgen Rynio kam als klare Nummer zwei hinter Stammtorwart Kessler in den Wildpark. Klaus Slatina und Lutz Streitenbürger ergänzten den Kader. Der Start glückte mit 0:6 Punkten nicht und sofort wurde mit einer hektischen Personalie reagiert: Stammtorhüter Kessler, der im Vorjahr in 33 Spielen das Tor des KSC mit gutem Erfolg gehütet hatte, wurde durch das 19-jährige Talent Rynio ersetzt. Bereits nach dem zehnten Spieltag wurde der fachlich und menschlich kompetente Trainer Frantz entlassen und durch Georg Gawliczek ersetzt, der jedoch schon am 10. Februar 1968 von Ex-Nationalspieler und KSC-Amateurtrainer Bernhard Termath abgelöst wurde. Zu diesem Leitungs-Chaos gesellten sich auch noch die Torungefährlichkeit des Flügelspielers Hausser, der nur einen Treffer erzielte und die fehlenden Leaderqualitäten von Herrmann. Die Leistungsträger Marx, Müller, Weidlandt und Zaczyk konnten den Fall des KSC nicht verhindern, mit enttäuschenden 17:51 Punkten stieg Karlsruhe erstmals seit der Fusion 1952 in die Zweitklassigkeit ab. Weidlandt hatte 30 Spiele absolviert und einen Treffer erzielt. Seinen letzten Bundesligaauftritt hatte er am 25. Mai 1968, als der KSC mit einem 1:1 beim 1. FC Kaiserslautern die Runde beendete.
Weidlandt ging mit Karlsruhe in die Regionalliga und zog mit dem KSC unter den Trainern Kurt Baluses und Heinz Baas in den folgenden drei Jahren jeweils in die Bundesligaaufstiegsrunden ein. Als Südmeister 1969 und jeweils als Vize in den Jahren 1970 und 1971. In diesen drei Runden absolvierte der Ex-Hamburger 106 Regionalligaspiele und erzielte sechs Tore. Seine Kopfballstärke, Defensivqualität, kämpferischer Einsatz, Konstanz der Leistung und die daraus herrührende Akzeptanz bei den Anhängern, machten ihn in dieser Zeit zu einem unverzichtbaren Akteur im Wildpark. Am knappsten verpasste Weidlandt mit dem KSC im Jahr 1970 die Rückkehr in die Fußball-Bundesliga. Mit einem Punkt Rückstand zu Arminia Bielefeld wurde der Aufstieg verfehlt. Die damalige KSC-Defensive formierte sich mit Torhüter Rudi Wimmer und den Abwehrspielern Eugen Ehmann, Weidlandt, Friedhelm Groppe und Günther Fuchs. In den drei Aufstiegsrunden lief der Libero in 22 Spielen für die Badener auf. In der Runde 1971/72 war das Vertrauensverhältnis zu Trainer Heinz Baas gestört und der geradlinige und konsequente Mann aus Norddeutschland beendete mit seinem Einsatz am Schlusstag der Runde, am 14. Mai 1972, mit dem 2:0-Auswärtserfolg beim SSV Reutlingen seine Laufbahn im Lizenzfußball. Weidlandt, er hatte im Jahr 1969 zusammen mit Helmut Kafka, Christian Müller und Klaus Slatina in der Sportschule Schöneck am Durlacher Turmberg erfolgreich die Ausbildung zum Fachlehrer für Sport und Technik absolviert und sich damit eine solide Lebensgrundlage geschaffen. Er schloss sich zur Runde 1972/73 dem FC Alemannia Eggenstein im Landkreis Karlsruhe in der 2. Amateurliga Mittelbaden an.

### Im Amateurbereich
Mit Eggenstein – es wurde für ihn und seine Familie zur neuen Heimat – feierte er in der Saison 1973/74 den Aufstieg in die 1. Amateurliga Nordbaden. Bereits im ersten Jahr in Eggenstein, 1972/73, hatte er mit der Verbandsauswahl von Nordbaden an der Seite von Trainer Pál Csernai und den Mitspielern Eugen Ehmann, Reinhold Fanz und Gerd Störzer den Länderpokal der Amateure gewonnen. In der Saison 1974/75 verlor der Routinier mit Nordbaden das Finale am 31. März 1975 in Meppen gegen den Südwesten nach einem 0:0 nach Verlängerung im Elfmeterschießen. Als er nach seiner Spielerlaufbahn das Traineramt in Eggenstein, Friedrichstal, Durlach-Aue, Linkenheim und Wiesental ausübte, machte er – mit Sohn Achim als Libero – insbesondere beim FV Wiesental durch den Durchmarsch von der Bezirksliga Karlsruhe/Bruchsal bis in die Verbandsliga Nordbaden und dort mit der Vizemeisterschaft in der Saison 1987/88, weiterhin von sich reden.

## Neben dem Platz
Weidlandt – er übte seinen Beruf als Sportlehrer an den Schulen in Eggenstein und Neureut aus – pflegte noch Kontakte zum Karlsruher SC, er spielte trotz dreier Knieoperationen hin und wieder in der dortigen Traditionsmannschaft, war mit Rainer Ulrich befreundet und pflegte Kontakte zu den ehemaligen Mitspielern Jupp Marx, Helmut Kafka und Klaus Zaczyk. Besuche in Hamburg – er hatte dort noch bis 1971 seine Wohnung behalten – waren immer mit einem Abstecher in das Clubhaus der Braun-Weißen am Millerntor verbunden. „Seine beiden Jahre in St. Pauli waren für ihn die schönsten, was Kameradschaft und Umfeld angeht“, berichtete er 1990 im Buch von Ulrich Homann.

## Weblink
- Spieler A–Z (Spundflasche), aufgesucht am 1. Dezember 2024

| Personendaten    | Personendaten            |
| ---------------- | ------------------------ |
| NAME             | Weidlandt, Jürgen        |
| KURZBESCHREIBUNG | deutscher Fußballspieler |
| GEBURTSDATUM     | 6. September 1940        |
| GEBURTSORT       | Hamburg, Deutschland     |
| STERBEDATUM      | 16. August 1999          |